# Rognedinskij rajon
Il Rognedinskij rajon (in russo Рогнединский район?) è un rajon dell'Oblast' di Brjansk, nella Russia europea; il capoluogo è Rognedino. Istituito nel 1929, ricopre una superficie di 1.060 chilometri quadrati e nel 2010 ospitava una popolazione di 7.533 abitanti.